# Regency Village Theater
Il Regency Village Theater (in passato noto come Mann Village Theater) è un celebre cinema storico di Los Angeles, situato nel distretto di Westwood, in Broxton Avenue. L'edificio, in stile coloniale spagnolo, fu costruito nel 1930 per la Fox e inaugurato il 4 agosto 1931. Fu in parte ristrutturato nel corso degli anni quaranta e cinquanta. Deve il suo nome attuale alla società che lo gestiva, la Regency Theaters.
Il cinema è stato chiuso nell'estate 2024 e per le sue grandi dimensioni e il suo prestigio era tra i cinema dell'area di Los Angeles dove si tenevano le più importanti anteprime (alcuni film presentati in anteprima in questo cinema sono, per esempio, Terminator 3 - Le macchine ribelli, Shrek terzo, Madagascar 2).